# مولی (فیلم ۱۹۹۹)
مولی (به انگلیسی: Molly) فیلمی محصول سال ۱۹۹۹ و به کارگردانی جان دایگن است. در این فیلم بازیگرانی همچون الیزابت شو، آرون اکهارت، جیل هنسی، دی دبلیو موفت، توماس جین، الیزابت میچل، رابرت هارپر، الین هندریکس، مایکل پال چان، لوسی لیو، سارا واینتر و جی آکووونه ایفای نقش کرده‌اند.